# Jan-Erik Messmann
Jan-Erik Messmann (født 10. december 1948) er en dansk tidligere politiker og tidligere tv-vært på TV2. Han var medlem af Folketinget for Dansk Folkeparti.
Han blev valgt ved Folketingsvalget 2015 i Nordsjællands Storkreds med 1.888 personlige stemmer. I 2019 blev han ikke valgt ind.